# Mamonowo (obwód nowosybirski)
Mamonowo (ros. Мамоново) – wieś (sieło) w Rosji, w obwodzie nowosybirskim, w rejonie maslanińskim. W 2010 liczyła 1610 mieszkańców.